# Marina Koixevaia
Marina Koixevaia   (Moscou, 1 d'abril de 1960) és una nedadora russa, ja retirada, especialista en braça, que va competir sota bandera de la Unió Soviètica durant la dècada de 1970.
El 1976 va prendre part en els Jocs Olímpics d'Estiu de Montreal, on va disputar dues proves del programa de natació. En els 200 metres braça va guanyar la medalla d'or, mentre en els 100 metres braça guanyà la de bronze.
En el seu palmarès també destaquen quatre campionats soviètics, un en els 100 metres braça i tres en els 4x100 metres estils.